# 东郊路站
东郊路站是昆明地铁6号线的地铁车站，位于中华人民共和国云南省昆明市官渡区东郊路与二环东路交叉口西侧，于2020年9月23日开通。

## 车站结构
东郊路站位于东郊路与二环东路交叉口西侧，沿东郊路设置，呈东西走向，为地下三层侧式叠式站台车站，车站长147米，标准段宽24.6米，车站地下一层为站厅层，地下二层为东行方向站台层，地下三层为西行方向站台层，站台设置全高站台门。
| 側式 · 開左邊车门 |  |                           |
|                   |  | █ 6号线往机场中心（菊华） |

| 側式 · 開右邊车门 |  |                         |
|                   |  | █ 6号线往塘子巷（岔街） |

## 出入口
东郊路站目前开放2个出入口，各出口及周围设施如下所示：
| 编号                  | 地点   | 建议前往的目的地                                                   | 照片 |
| --------------------- | ------ | ------------------------------------------------------------------ | ---- |
| 出口 · C · 升降机标志 | 东郊路 | 南屏苑、枢纽曜城                                                   |      |
| 出口 · D              | 东郊路 | 云南中医药大学第二附属医院、东站禽蛋小区、金汁河带状公园、枢纽曜城 |      |
| 註： 設有             |        |                                                                    |      |

## 接驳交通

### 公交车
- 菊花村(云中二院)：72路，78路，105路，122路，188路，201路，202路，205路，213路，254路，K1路，昆宜线

## 车站历史
本站建设时期工程名为菊华综合枢纽站，开通前确定以东郊路站作为车站正式名称。
- 2018年5月18日，车站主体结构封顶[2]。
- 2020年9月23日，车站随6号线二期通车开通[1]。